# Terra della Regina Maud
La Terra della Regina Maud (in norvegese: Dronning Maud Land) è il nome ufficiale utilizzato dalle autorità norvegesi e dal British Antarctic Survey per indicare una porzione di Antartide rivendicata dalla Norvegia il 14 gennaio 1939 come territorio d'oltremare. Questa rivendicazione, come tutte le altre relative a territori antartici, non è riconosciuta universalmente ed è soggetta ai termini del Trattato Antartico. Si estende per una superficie di circa 2,5 milioni di km², per la maggior parte coperti da ghiacci, compresa tra il Territorio antartico britannico a 20° O e il Territorio Antartico Australiano a 44° 38' E. È denominata così in onore della regina Maud di Norvegia.

## Regioni
La Terra della Regina Maud si divide in cinque regioni costiere. Esse sono, da est ad ovest:
| 1 | Costa della Principessa Marta    | 970 000 | 020°00' W | 005°00' E | | |
| 2 | Costa della Principessa Astrid   | 580 000 | 005°00' E | 020°00' E | | |
| 3 | Costa della Principessa Ragnhild | 540 000 | 020°00' E | 034°00' E | | |
| 4 | Costa del Principe Harald        | 230 000 | 034°00' E | 040°00' E | | |
| 5 | Costa del Principe Olav          | 180 000 | 040°00' E | 044°38' E | | |
| 6 | Haakon VII's Vidde               | L'altopiano antartico è considerato come una sesta regione, con un confine nord non identificato (ma a circa 80°S) la sua area è contenuta nei settori da 1 a 5. | L'altopiano antartico è considerato come una sesta regione, con un confine nord non identificato (ma a circa 80°S) la sua area è contenuta nei settori da 1 a 5. | L'altopiano antartico è considerato come una sesta regione, con un confine nord non identificato (ma a circa 80°S) la sua area è contenuta nei settori da 1 a 5. | L'altopiano antartico è considerato come una sesta regione, con un confine nord non identificato (ma a circa 80°S) la sua area è contenuta nei settori da 1 a 5. | L'altopiano antartico è considerato come una sesta regione, con un confine nord non identificato (ma a circa 80°S) la sua area è contenuta nei settori da 1 a 5. |
|   | Terra della Regina Maud          | 2 500 000 | 020°00' W | 044°38' E | | |

L'area è stata esplorata per la prima volta nel 1930 da Hjalmar Riiser-Larsen nel suo sforzo di mappare l'Antartide. Roald Amundsen aveva precedentemente intitolato questo territorio alla regina Maud di Norvegia e l'intero altopiano antartico intorno al Polo Sud a Haakon VII's Vidde in onore del re Haakon VII di Norvegia. L'area originariamente identificata da Amundsen come Terra della Regina Maud era compresa tra 37° e 50° E.

## Stazioni di ricerca
La Norvegia mantiene due basi scientifiche antartiche, entrambe nella Terra della Regina Maud:
- Troll, 72°00′07″S 2°32′02″E
- Tor (estiva), 71°53′20″S 5°09′30″E

Inoltre sono presenti le stazioni:
- SANAE IV "Vesles" (Sudafrica), 71°24′S 2°31′W Costa della Principessa Martha
- Sarie Marais (Sudafrica), 72°01′S 2°29′W Costa della Principessa Martha
- Base Novolazarevskaya (Russia), 70°28′S 11°30′E Costa della Principessa Astrid
- Stazione Shōwa (Giappone), 69°00′25″S 39°35′01″E Costa del principe Harald
- Dome Fuji (Giappone), 71°24′S 39°25′E Costa del principe Harald
- Mizuho (Giappone), 70°15′S 44°07′E Costa del principe Olav
- Base Neumayer, 70°39′S 8°15′W Costa della Principessa Martha
- Kohnen (base estiva tedesca), 75°00′S 0°02′W All'interno della Costa della Principessa Martha
- SANAE E (base estiva sudafricana), 71°11′S 2°14′W Costa della Principessa Martha
- Stazione Svea (base estiva svedese) 1987/1988, 74°21′S 11°08′W Costa della Principessa Astrid
- Base Nordenskiöld, 73°03′S 13°25′W Costa della Principessa Astrid
  - Campo Wasa (campo estivo svedese)
  - Campo Aboa (campo estivo finlandese)
- Asuka (base disabitata giapponese) 71°19′S 24°05′W Costa della Principessa Ragnhild